# 2003年朝鮮民主主義人民共和國最高人民會議選舉
朝鮮民主主義人民共和國第十一屆最高人民會議選舉在2003年8月3日舉行，以直選的方式決出687個最高人民會議的席位誰屬。與過去相同，本屆選舉的所有選區均只有一名參選人，而且他們全由執政黨朝鮮勞動黨在事前挑選。故此，朝鮮勞動黨足以控制整個的最高人民會議。本屆的投票率為99.9%，參選人當選率達100%，另外，此次選舉只提名朝鮮勞動黨成員。

## 資料來源
1. ↑  "N Korea holds parliamentary poll" 《BBC News》 2009 3 7